# 8 Brygada Kawalerii Narodowej
8 Brygada Kawalerii Narodowej – brygada jazdy koronnej Rzeczypospolitej Obojga Narodów.

Inne nazwy:
1. po reorganizacji i utworzeniu ośmiu brygad w 1789: 2 Ukraińska Brygada Kawalerii Narodowej[1]
2. 4 Ukraińska Brygada Kawalerii Narodowej

## Formowanie i zmiany organizacyjne
W październiku 1789 roku rozpoczęto reorganizację brygad kawalerii. Z pięciu chorągwi I Ukraińskiej BKN, trzech chorągwi II Ukraińskiej Brygady KN i czterech chorągwi III Ukraińskiej Brygady KN utworzono 2 Ukraińską Brygadę Kawalerii Narodowej brygadiera Michała Wielehorskiego, a jej chorągwiom nadano numery od 85 do 96. Początkowo wchodziła w skład teoretycznie istniejącej Dywizji Podolskiej i Bracławskiej. Po zmianie podziału wojska weszła w skład Dywizji Kijowskiej i Bracławskiej. Proces rozbudowy i translokacji poszczególnych chorągwi trwał wiele następnych miesięcy. W czerwcu 1791 liczyła 1791 „głów” i 1770 koni.
Wiosną 1792 roku, w przededniu wojny z Rosją uzyskała swój najwyższy rozwój organizacyjny i liczyła etatowo 1818 ludzi, a faktycznie 1782. W marcu 1792 stacjonowała w Granowie.
6 maja 1793 wcielona do wojsk rosyjskich pod nazwą Brygady Wołyńskiej. Na wieść o wybuchu powstania kościuszkowskiego, brygada przebiła się przez kordon i wzięła udział w powstaniu.

## Stanowiska
- Humań,
- odcinek Bohopol-Czehryń (1790),
- Granów (marzec 1792),
- Jampol i okolice (październik 1792)[6].

## Walki brygady
Brygada uczestniczyła w wojnie z Rosją w 1792 roku. Po II rozbiorze Polski została za kordonem rozbiorowym, gdzie w maju 1793 r. wcielono ją do wojska rosyjskiego. Pod koniec maja 1794 roku wymaszerowała do powstania kościuszkowskiego i 31 maja przekroczyła granicę II rozbioru.
Żołnierze tej brygady walczyli pod Matowilowką (11 czerwca 1792, Zasławem, Wiszniopolem (14 czerwca 1792), Boruszkowcami (15 czerwca 1792), Zieleńcami (17 czerwca 1792).
Brali udział w obronie Warszawy (1794) a następnie w walkach pod Sochaczewem (1 i 4 lipca  1794), Błoniem (9 lipca 1794), Powązkami (28 lipca 1794), Górcami (14 sierpnia 1794), ponownie pod Powązkami (18 i 28 sierpnia 1794), Szymanowem (21 i 27 sierpnia 1794), Wiskitkami (24 sierpnia 1794), Tokarami i Witkowicami (28 sierpnia 1794), Żukowem i Kamionną (4 października 1794) i wreszcie nad rzeką Bzurą (6 października 1794).

## Żołnierze brygady
Do jesieni 1789 roku sztab brygad składały się z brygadiera, vicebrygadiera, kwatermistrza, audytora i adiutanta. Nowo uchwalony etat poszerzał sztab brygady o trzech majorów i adiutanta. Zgodnie z prawem ustanowionym 9 października 1789 roku brygadier, vicebrygadier i major  mieli być wybierani przez króla spośród przedstawionych mu przez Komisję Wojskową w połowie osób zgodnie ze starszeństwem i zdatnością ze służby czynnej i w połowie spośród rotmistrzów z kawalerii narodowej i rodaków wracających ze służby zagranicznej. Pozostałych oficerów sztabu fortragował brygadier.
Komendanci
- Michał Wielhorski (1789-1792
- Stanisław Mokronowski (17 V – 1 VIII 1792)[b] (od 17 kwietnia 1792),
- książę Eustachy Sanguszko (1-10 VIII 1972),
- Maciej Perekładowski (19 IX –10 XII 1792)
- Franciszek Łaźniński (11 XII 1792–)[c],
- Benedykt Kołyszko (23 czerwca 1794)[d]